# 草軽電気鉄道
草軽電気鉄道（くさかるでんきてつどう）とは長野県北佐久郡軽井沢町の新軽井沢駅と群馬県吾妻郡草津町の草津温泉駅を結ぶ鉄道路線（軽便鉄道）を運営していた鉄道事業者（廃止時は東急グループ傘下）。
鉄道事業廃止後も、会社は草軽交通というバス会社として残っている。本項目では主に同社が運営していた鉄道路線について述べる。

## 路線データ
- 路線距離（営業キロ）：新軽井沢 - 草津温泉間 55.5km
- 軌間：762mm
- 駅数：21駅（起終点駅含む。路線廃止時点）
- 複線区間：なし（全線単線）
- 電化区間：全線（直流600V）
  - 吾妻変電所、回転変流器（交流側457V直流側600V）直流側の出力250kW、常用1、製造所富士電機
  - 石津変電所、回転変流器（交流側445V直流側600V）直流側の出力250kW、常用1、製造所富士電機
  - 同上、電動発電機（交流側3000V直流側600V）直流側の出力250kW、予備1、製造所奥村電機
  - 小瀬変電所、回転変流器（交流側457V直流側600V）直流側の出力250kW、常用1、製造所富士電機
  - 同上、電動発電機（交流側3000V直流側600V）直流側の出力250kW、予備1、製造所奥村電機[4]

## 歴史
草津温泉は古くより名湯として知られていたが、明治時代後半になっても交通機関が未発達であった。草軽電気鉄道はスイスの登山鉄道に着想を得て、軽井沢から草津や浅間山麓の高原地への輸送を目的として着工され、大正時代の1914年 - 1926年にかけて順次開業した。開業に際し、以下のような唄も作られている。
1. 私や草津の鉄道よ 長い苦労の効あって 開通するのも近いうち 前途を祝して踊ろうよ
2. 私や上州の草津町 浅間を右に高原の 海抜四千五百尺 お湯じゃ日本のオーソリティー
3. 湯の花かおる草津には 春は緑に秋紅葉 冬はスキーに夏は避暑 浮世離れた理想郷

この間、1923年に吾妻川電力が沿線5か所の発電所建設による資材輸送の必要から草軽電気鉄道を傘下に収めると、同社の重役である河村隆実を社長に就任させ、社名変更、電化、草津温泉への延長、自動車兼営、電気事業など積極的な経営に乗り出し、そのための増資、社債発行を実施した。
同時期に法政大学学長の松室致は、自分の別荘が蒸気機関車の火の粉による火災に遭ったため抗議をしに会社を訪れたが、逆に説得され電化事業に手を貸すようになった。そして松室から7.9万坪もの土地の寄付を受け、それを元手に五百坪付の株式を売り出し、130万円の増資に成功した。
ところが予想に反して利用者は伸びず、政府の補助金を受けても赤字は埋まらない状態が続いた。配当も途中から無配となり、ついには社債も債務不履行となった。1932年の社債権者集会では利率の大幅引き下げを決議し、その他償還日（1934年9月）の延長は何度も行われ、最終的には1945年9月まで支払猶予したという。
建設費用をできるだけ抑えようとしために急カーブやスイッチバックがいくつも存在し、山岳地帯を走るにもかかわらずトンネルは存在しなかった。勾配がきついところではブレーキをかけるのが大変だったという。それに加え、本来道床に必要なバラストも敷かれない区間もあった。線路規格も極端に低かったことから、55.5 kmを走破するのに2時間半から3時間を要した。
高原地には、嬬恋・北軽井沢等の途中駅があった。高原列車として親しまれ、1951年には日本初のカラー映画『カルメン故郷に帰る』にも登場した。旅客輸送だけでなく、温泉地である草津町には食料を中心にした物資を運び、長野原町、六合村、嬬恋村の3町村から産出される農産物や、草津白根山周辺に点在した鉱山からの硫黄鉱石などが草軽電気鉄道によって輸送されるなど、物流の面でも重要な役割を果たしていた。このため、定期旅客列車は貨客混合が一般的であった。草軽電気鉄道の輸送は第二次世界大戦の終盤にピークに達し、同時期に硫黄の産出もピークを迎えていたことから、当時の硫黄鉱山を経営していた「帝国硫黄工業」と連携して多量の硫黄鉱石が搬出された。また、出征兵士の輸送にも草軽電気鉄道が使われることが多かった。
しかし、1935年に渋川 - 草津間などで国鉄バスが運行を開始するなどして一般のバスの大型化が進むと、草軽の輸送力は他の輸送手段に比べてその差は歴然であり、利用者は次第に減少していった。1945年に国鉄長野原線（現・JR東日本吾妻線）が開業（長野原 - 草津温泉間は国鉄バスで接続）すると利用者は一気に国鉄側へシフト。1947年には政府補助金制度も廃止となった。さらには度重なる台風災害によって鉄道施設が大きな被害を受け、1959年の台風第7号による再度の吾妻川橋梁流失が決定的なダメージとなってしまった。周辺住民や地元自治体による存続運動もあったが、1960年の利用者数は全盛期の約8分の1の5万6000人に激減し、第一次廃線として1960年に新軽井沢 - 上州三原間が廃止。残る上州三原 - 草津温泉間も1962年に廃止となった。

### 年表
- 1909年（明治42年）2月23日 前身となる「草津興業[9]」の発起人をはじめとして設立委員会が発足し、軽便軌条敷設特許を内閣総理大臣へ申請。
- 1910年（明治43年）4月30日 軽便軌条敷設特許。
- 1912年（大正元年）
  - 8月6日 軌道より軽便鉄道に指定変更[10]。
  - 9月17日 草津軽便鉄道（本社東京芝区）[11]に社名変更。
  - 9月28日 会社設立[12]。
- 1913年（大正2年）11月25日 起点の新軽井沢において着工。着工式が執行。
- 1915年（大正4年）7月22日 新軽井沢 - 小瀬（のちの小瀬温泉）間開業[13]。
- 1917年（大正6年）7月19日 小瀬 - 吾妻間開業[14]。
- 1918年（大正7年）
  - 6月1日 精進場川駅を三笠駅に、浅間駅を二度上駅に改称[15]。
  - 6月15日 地蔵川駅開業。夏期のみ営業の臨時駅[16]。のちの北軽井沢駅。
- 1919年（大正8年）
  - 9月22日 地蔵川駅を常設駅に変更届出[17]。
  - 11月7日 吾妻 - 嬬恋間開業[18]。
- 1920年（大正9年）8月11日 国境平駅開業。
- 1921年（大正10年）10月15日 小代駅開業。
- 1923年（大正12年）
  - 吾妻川電力の傘下となる。
  - 7月10日 吾妻駅の読みを「あづま」から「あがつま」に変更[19]。
  - 11月9日 長日向駅開業。
- 1924年（大正13年）
  - 2月15日 草津電気鉄道に社名変更。
  - 11月1日 新軽井沢 - 嬬恋間電化。
- 1926年（大正15年）
  - 8月15日 嬬恋 - 草津前口間開業[20]。これ以降は開業当初から電化。
  - 9月19日 草津前口 - 草津温泉間開業[21]。全線開通。
- 1927年（昭和2年） 地蔵川駅を北軽井沢に改称[22]。
- 1928年（昭和3年）5月9日 北軽井沢-鬼押出し間、北軽井沢-地蔵川温泉間の乗合自動車運輸営業開始（4月12日自動車業兼営認可）[23][24]
- 1932年（昭和7年）6月3日 旧道駅開業。
- 1933年（昭和8年）6月1日 吾妻川電力が合併され東信電気株式会社の傘下となる。
- 1934年（昭和9年）以前 小瀬駅を小瀬温泉駅に、新嬬恋駅を新鹿沢温泉口駅に、石津平駅を万座温泉口駅に改称[22]。
- 1936年（昭和11年）7月10日 湯沢駅開業。夏期のみ営業の臨時駅[22]。
- 1937年（昭和12年）以前 新鹿沢温泉口駅を上州三原駅に改称[22]。
- 1939年（昭和14年）
  - 日本窒素硫黄株式会社の傘下となる。
  - 4月28日 草軽電気鉄道に社名変更。
- 1945年（昭和20年）4月1日 東京急行電鉄の傘下入り。
- 1949年（昭和24年）9月1日 台風のため、沿線各所に多大な被害を受ける。これが引き金となり、経営不振のために、新軽井沢 - 上州三原間の廃止が同年11月の株主総会にて決議。
- 1950年（昭和25年）
  - 8月4日 台風のため吾妻川橋梁が流失、他の施設も被災し、会社創立以来の被害。
  - 11月13日 運輸審議会公聽会「草軽電鉄株式会社新軽井沢駅、上州三原間鉄道運輸営業廃止について」が運輸省8階講堂にて開かれる[25]。
- 1959年（昭和34年）
  - 8月14日 台風のため、再び吾妻川橋梁が流失。嬬恋 - 上州三原間が不通となり、同区間を代行バス輸送とする。その後、橋梁は復旧されることなく、部分廃止。
  - 10月27日 新軽井沢 - 上州三原間（37.9 km）の鉄道の運輸営業廃止は、許可することが適当である旨、運輸審議会が答申する[26]。
- 1960年（昭和35年）4月25日 新軽井沢 - 上州三原間廃止。
- 1961年（昭和36年）
  - 8月5日 上州三原 - 草津温泉間の地方鉄道運輸営業廃止の許可につき運輸審議会件名表へ登載される[27]。
  - 12月19日 上州三原 - 草津温泉間（17.6 km）の地方鉄道の運輸営業廃止は、許可することが適当である旨、運輸審議会が答申する[28]。
- 1962年（昭和37年）2月1日 上州三原 - 草津温泉間が廃止され全線廃止。

## 東急対西武
箱根山戦争、伊豆戦争、東京城西地区、渋谷など何かと張り合った東急・西武両陣営だが、ここ軽井沢 - 草津間でも両者の競争が繰り広げられていた。元来軽井沢開発は西武が先行していて、1945年東急が草軽電鉄を傘下に納めたとき既に西武は鬼押ハイウェーを系列会社の手で敷設したうえで軽井沢高原バスを運行し、地域交通を手中に収めていたほか、軽井沢の別荘開発を早くから手がけるなど、軽井沢周辺では西武系の勢力が強まっていった。
しかし、草津温泉においては、西武系は路線バスが乗り入れるのみで自系列の宿泊施設等はなかった（西武系は万座温泉方面から志賀高原方面に力を入れて開発することとなる）。後に東急系列が「草津温泉ホテル東急」を開業させたことを考えると、草津温泉では東急にやや軍配が上がったとも言える。草津温泉ホテルリゾート前の駐車場に隣接して小さな公園があり、公園内には草軽電鉄の草津温泉駅跡の小さな記念碑が建てられている。
モータリーゼーションが進みスピード重視へと世の中が傾斜してゆく中、少ない本数で時間をかけてゆっくり走る小さな電車の草軽電鉄よりも、増発が可能でスピーディーに走り、収容能力に勝る西武バスへ客が流れて行くのはむしろ当然であった。しかし、その頃は草軽も沿線を中心に乗合自動車の営業を開始していた。バスの大型化なども進み、奇しくも草軽電鉄を挟む格好で東急系列の草軽と西武は対峙したのである。
競争に敗れた東急側が不採算の高原電車を廃止し、草軽交通バスで挽回を図ったのもやむを得ない選択であった。

## 運行状況
- 1940年7月1日改正当時
  - 旅客列車本数：日7往復（7月1日 - 9月20日は1往復増発、軽井沢 - 北軽井沢間の区間便以外は貨客混合列車が多かった）
  - 所要時間：全線2時間34分 - 3時間2分
- 1960年度輸送量（一日平均）[28]
  - 旅客287人
  - 貨物0.8トン

## 駅一覧
- 新軽井沢駅
- 旧道駅
- 旧軽井沢駅
- 三笠駅
- 鶴溜駅
- 小瀬温泉駅（旧小瀬駅[30]）-
- 長日向駅
- 国境平駅/こっきょうだいら[31]
- 二度上駅
- 栗平駅
- 湯沢駅
- 北軽井沢駅（旧地蔵川駅[32]）-
- 吾妻駅
- 小代駅
- 嬬恋駅
- 上州三原駅
- 東三原駅
- 万座温泉口駅
- 草津前口駅
- 谷所駅
- 鳥の窪駅
- 草津温泉駅

## 接続路線
- 新軽井沢駅：国鉄信越本線（軽井沢駅）

※上州三原駅付近で、現在の吾妻線万座・鹿沢口駅付近を通っていたが、吾妻線が万座・鹿沢口駅を経て大前駅まで延伸されたのは、草軽電気鉄道が廃止された後の1971年であり、営業当時は吾妻線との交点はなかった。

## 輸送・収支実績
| 年度 | 乗客（人） | 貨物量（トン） | 営業収入（円） | 営業費（円） | 益金（円） | その他益金（円）                                           | その他損金（円）                  | 支払利子（円） | 政府補助金（円） |
| ---- | ---------- | -------------- | -------------- | ------------ | ---------- | ---------------------------------------------------------- | --------------------------------- | -------------- | ---------------- |
| 1915 | 13,958     | 4,528          | 1,352          | 6,036        | ▲ 4,684    |                                                            |                                   |                |                  |
| 1916 | 27,527     | 50             | 2,084          | 10,516       | ▲ 8,432    |                                                            |                                   |                |                  |
| 1917 | 43,500     | 2,024          | 35,547         | 27,016       | 8,531      | 10,317                                                     | 11,479                            | 6,445          | 16,439           |
| 1918 | 41,336     | 4,051          | 27,048         | 44,269       | ▲ 17,221   | 23,348                                                     | 雑損54 建設費償却金836            | 18,205         | 26,347           |
| 1919 | 53,556     | 6,264          | 46,883         | 54,289       | ▲ 7,406    | 遊園設備土地賃貸28,237                                     |                                   | 16,459         | 28,502           |
| 1920 | 49,608     | 6,033          | 72,067         | 107,486      | ▲ 35,419   | 遊園設備土地賃貸43,235                                     | 8,117                             | 17,255         | 43,642           |
| 1921 | 56,663     | 10,610         | 94,830         | 100,915      | ▲ 6,085    |                                                            |                                   |                | 34,229           |
| 1922 | 98,879     | 12,456         | 106,311        | 106,413      | ▲ 102      |                                                            |                                   |                | 45,393           |
| 1923 | 68,774     | 14,789         | 122,068        | 141,391      | ▲ 19,323   | 16,947                                                     | 3,757                             | 18,825         | 50,523           |
| 1924 | 80,809     | 25,655         | 207,758        | 244,689      | ▲ 36,931   | 13,426                                                     | 400                               | 25,004         | 85,690           |
| 1925 | 86,589     | 34,801         | 281,639        | 206,441      | 75,198     | 23,676                                                     | 雑損3,605                         | 43,359         | 22,057           |
| 1926 | 83,458     | 30,232         | 242,206        | 194,242      | 47,964     |                                                            | 雑損2,911電燈20,549               | 84,086         | 72,601           |
| 1927 | 89,162     | 22,577         | 227,754        | 215,307      | 12,447     |                                                            | 雑損1,602 電燈土地15,196          | 137,434        | 132,238          |
| 1928 | 94,424     | 26,154         | 232,880        | 211,335      | 21,545     | 土地家屋電燈36,765                                         | 雑損30,447                        | 117,849        | 91,128           |
| 1929 | 94,125     | 21,976         | 228,361        | 190,157      | 38,204     |                                                            | 雑損7,965 電燈自動車12,257        | 102,913        | 87,061           |
| 1930 | 87,291     | 23,765         | 217,574        | 164,031      | 53,543     |                                                            | 雑損19,106 電燈12,235             | 88,854         | 63,976           |
| 1931 | 86,008     | 20,725         | 176,242        | 150,481      | 25,761     | 電燈土地建物自動車3,687                                    | 雑損580                           | 105,550        | 64,417           |
| 1932 | 83,063     | 19,620         | 198,416        | 150,076      | 48,340     | 土地電燈自動車11,307                                       | 雑損56,365                        | 86,438         | 54,020           |
| 1933 | 125,175    | 23,706         | 202,709        | 156,961      | 45,748     | 土地電燈自動車4,706                                        | 雑損68,922                        | 45,578         | 64,901           |
| 1934 | 145,334    | 19,962         | 168,528        | 166,940      | 1,588      |                                                            | 雑損償却金23,577 電燈1,051        | 40,955         | 65,275           |
| 1935 | 153,616    | 28,532         | 203,550        | 173,811      | 29,739     |                                                            | 雑損償却金48,879 電燈9,626        | 37,235         | 65,741           |
| 1936 | 177,641    | 29,519         | 189,956        | 176,961      | 12,995     | 社債買入差益金26,517 電燈自動車10,510                      | 雑損償却金56,952                  | 24,522         | 43,294           |
| 1937 | 193,363    | 28,403         | 174,084        | 161,166      | 12,918     | 社債償還差益金13,266 電燈電力差益金307,865 土地自動車1,927 | 雑損償却金289,459 土地自動車1,433 | 30,012         |                  |
| 1939 | 282,548    | 45,647         | 256,321        | 238,055      | 18,266     | 土地自動車11,084                                           | 償却金94,759                      | 23,002         | 96,947           |
|      |            |                |                |              |            |                                                            |                                   |                |                  |
| 1945 | 428,488    | 49,070         |                |              |            |                                                            |                                   |                |                  |
| 1952 | 414,382    | 56,839         | 19,686,433     | 20,267,213   | ▲ 580,780  |                                                            |                                   |                |                  |
| 1955 | 492,182    | 53,059         |                |              |            |                                                            |                                   |                |                  |
| 1959 | 311,414    | 25,314         |                |              |            |                                                            |                                   |                |                  |
| 1960 | 115,142    | 1,302          |                |              |            |                                                            |                                   |                |                  |

- 鉄道院年報、鉄道院鉄道統計資料、鉄道省鉄道統計資料、鉄道統計資料、鉄道統計、国有鉄道陸運統計、地方鉄道統計年報各年度版、『軽井沢町誌 歴史編 近現代』1988年、505頁

## 車両
1960年の部分廃止時点での在籍車両

### 電気機関車

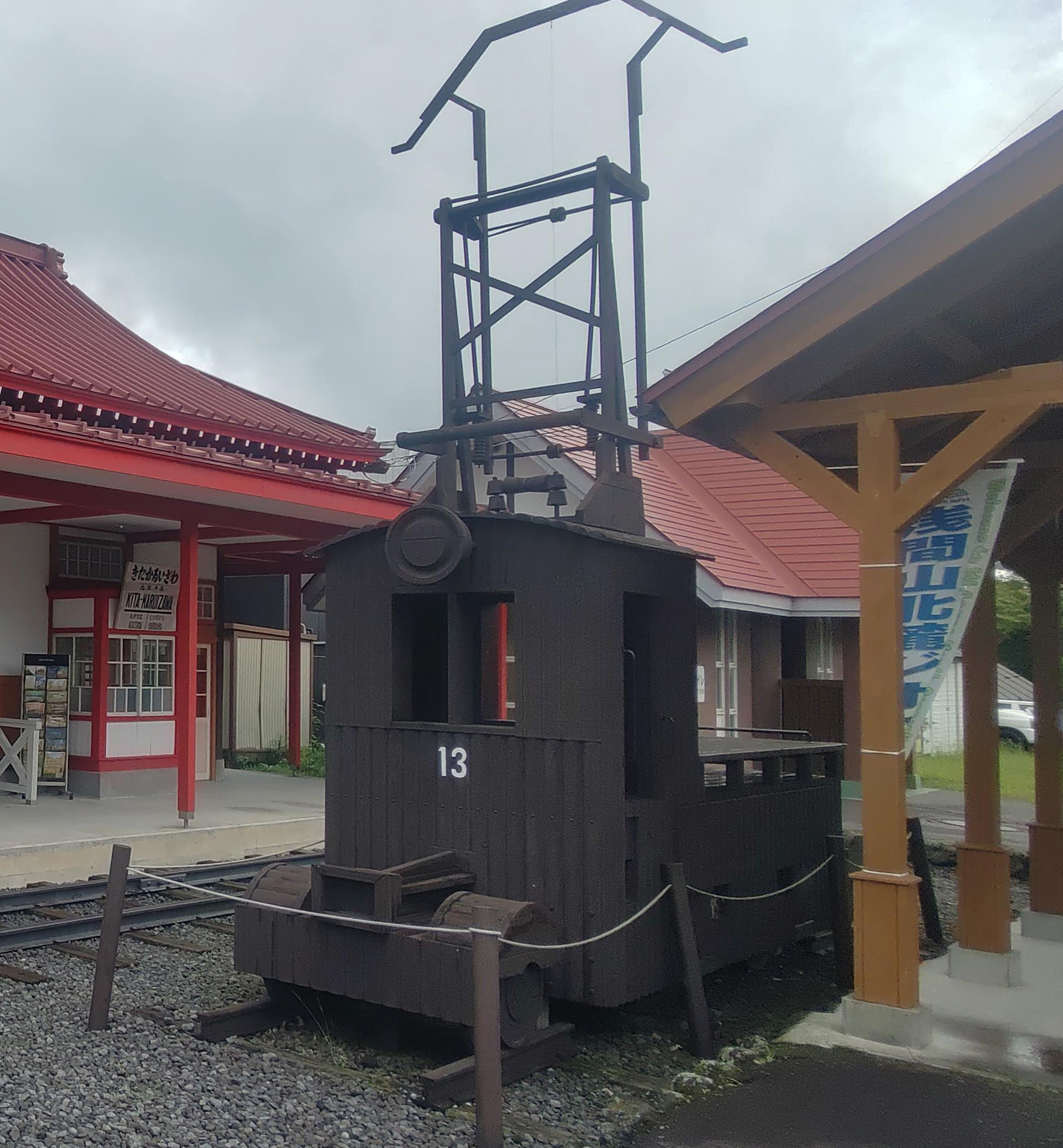
旧北軽井沢駅に展示されているデキ12形電気機関車模型

デキ12形 (12・13・15-24)

1920年米国ジェフリー社製の電気機関車。信越電力が発電所建設工事用として使用したものを電化の際に譲り受けた。まず1924年11月の電化時に6両が使用され、その後1924年度中に3両を追加している（デキ12-20）。1935年3月にデキ21(1)が、1937年にデキ22(1)が増備され、同時期にデキ21(1)が背の高い凸形車体へ改造されたが番号変更の指示があったため、デキ22(1)→デキ21(2)、デキ21(1)→デキ50へ変更された。1939年3月にデキ22-24を増備している。譲受後、屋根のないオープンキャブ（吹きさらし）だった運転台を密閉型へ改装して先輪と従輪及び朝顔型連結器を設置し、集電装置を車体中央の門型の台に設置したトロリーポールから、運転台上に設置した高く張り上げた独特の形状のパンタグラフに交換して、L字型の車体になった。さらに、順次電気ブレーキの追加とそれに伴う機械室天板の嵩上げ及び側面全周に渡る通風口の設置、機械室の左右に一段張り出すような形状の安定用の死重を追加といった改造が施されている。そのパンタグラフの形状から「カブトムシ」の愛称で親しまれ、1959年に老朽化により廃車となったデキ14を除き廃線時まで使用された。
凸形車体に改造されたデキ50形 (50) は、1947年に栃尾電鉄（後の越後交通栃尾線）に譲渡された。

### 電車
モハ100形 (101・102)

1941年日本鉄道自動車製の電車。当初は101-105の5両が製造されたが、105は1947年に、103・104は1950年にそれぞれ栃尾電鉄に譲渡された。残った101・102も部分廃止の際に栃尾電鉄に譲渡された。

### 客車
ホハ10形 (10-12)
東武伊香保軌道線で使用されていた木造電動車を譲り受けたもので、1956年に2軸車からボギー車に改造された。部分廃止の際に廃車となった。
ホハ15形 (15)
1913年日本車輌製の木造ボギー車。鉄道省から譲り受けたもので、鉄道省時代は湧別軽便線で使用されていた。譲受当初は15 - 18の4両を譲り受けたが、16は1946年に事故廃車となり、17・18は1947年に栃尾電鉄に譲渡された。
ホハ21形 (21・22)
1922年日本車輌製の木造ボギー車。西尾鉄道のホハ12・13を譲り受けたもの。部分廃止の際に廃車となった。
ホハ23形 (23)
1932年日本車輌製の半鋼製ボギー車で、自社発注車である。車内は通路を挟んで一方がボックスシート、他方がロングシートとなっていた。後に栃尾電鉄に譲渡され、客車ホハ26→電車の付随車サハ305→客車ホハ50と変遷している。
ホハ30形 (30-33)
1933年から1937年にかけて日本車輌で製造された半鋼製ボギー車で、自社発注車。車内の座席配置はホハ23と同じであった。後に4両中3両が静岡鉄道駿遠線に移籍、大改修を受けてハ113 - 115となった。
このほか、廃止以前には夏季に運用される展望客車「サマーオープンカー」として以下の車両が存在していた。1930年代後半から1940年代前半にかけて導入された物で、またこれらは愛称の「しらかば」「あさま」が形式称号とされている。これらの車両には和服姿の女性アテンダントが乗務し、飲み物などのサービスを行っていたという。いずれも1946年まで使用され、廃車後はあさま2号の車体が国境平駅の待合室に転用されている。
しらかば1号
1922年日本車両製の長物ボギー貨車チト50形チト62からの改造。いわゆるトロッコ客車で屋根は三角形をしており岐阜提灯が飾られ、避暑客に人気の納涼客車だった。一方の車端に乗降用のデッキを備え、屋根の縁には波模様のキャンバス生地の装飾が施されたが、後に全面ガラス張りの窓がつけられるよう改造され、同時にデッキの乗降口にも扉が設置された。車体色は初期は茶色、後に白色となっており、またこの車体色変更に際して車体外側にシラカバの枝が装飾としてあしらわれ、側面に「しらかば」の愛称板がつけられた。
あさま1号・2号
1917年に吾妻までの延長開業に際して製作された、天野工場製のボギー客車ホロハ1形からの改造。緩くカーブした屋根と車体中央に乗降口を持ち、雨天時にも運行できるよう全面ガラス張りの窓がつけられる本格的な展望客車である。幕板部分には赤・緑・黄・青の色ガラスが使用され、腰板部分は乗降口を境に片側半分には幕板部分と同色の色ガラスで横桟の入った細長い窓が設置され、もう片側半分には浅間山の風景画が描かれた。さらに乗降口や車体内外の四隅はシラカバの丸太で装飾され、妻面には「あさま」の愛称板がつけられていた。

### 貨車
有蓋車
- 以下は全て7t積みボギー緩急車である。
コワフ30形 (31)
1923年日本車輌製。当初は30-42まで製造された。
コワフ100形 (101-104・106・107・110・113・114)
1942年日本鉄道自動車製。当初は100-114が製造されたが、うち6両は1957年に無蓋車ホト110形に改造された。

無蓋車
- 4t積み2軸車
ト1形 (2)
1915年天野工場製。客車を改造したもので、当初は1-3の3両が存在した。
ト20形 (20・21)
1915年天野工場製。
ト22形 (22-27)
1925年日本車輌製。27は有蓋車ワフ7の改造車。
ト28形 (28-30)
1924年日本車輌製。有蓋車ワフ6・9・10の改造車。
- 7t積みボギー車
チト58形 (58-60)
1922年雨宮製作所製。
- 7t積みボギー緩急車
ホト100形 (100-109)
1942年日本鉄道自動車製。
ホト110形 (110-115)
1942年日本鉄道自動車製。コワフ100形からの改造車。

### 車両数の推移
| 年度      | 機関車 | 機関車 | 電車 | 客車 | 貨車 | 貨車 |
| 年度      | 蒸気   | 電気   | 電車 | 客車 | 有蓋 | 無蓋 |
| --------- | ------ | ------ | ---- | ---- | ---- | ---- |
| 1915-1916 | 2      |        |      | 4    | 2    | 2    |
| 1917-1919 | 4      |        |      | 7    | 2    | 12   |
| 1920-1921 | 5      |        |      | 11   | 2    | 12   |
| 1922      | 6      |        |      | 11   | 2    | 20   |
| 1923      | 9      |        |      | 11   | 20   | 20   |
| 1924      | 9      | 9      |      | 11   | 20   | 20   |
| 1925      | 9      | 9      |      | 11   | 28   | 27   |
| 1926      | 8      | 9      |      | 13   | 28   | 25   |
| 1927      | 8      | 9      | 4    | 10   | 27   | 25   |
| 1928      | 7      | 9      |      | 14   | 27   | 25   |
| 1929      | 6      | 9      |      | 14   | 27   | 25   |
| 1930-1931 | 6      | 9      |      | 17   | 27   | 25   |
| 1932      | 6      | 9      |      | 18   | 27   | 25   |
| 1933      | 2      | 9      |      | 14   | 26   | 25   |
| 1934      | 1      | 9      |      | 15   | 26   | 25   |
| 1935      |        | 10     |      | 11   | 22   | 30   |
| 1936      |        | 10     |      | 11   | 22   | 29   |
| 1937      |        | 11     |      | 11   | 21   | 30   |
| 1946      |        | 14     | 5    | 11   | 36   | 13   |
| 1950      |        | 13     | 4    | 8    | 34   | 38   |
| 1955      |        | 13     | 2    | 10   | 26   | 32   |
| 1959      |        | 12     | 2    | 10   | 10   | 28   |
| 1960      |        | 3      | 2    | 4    | 2    | 8    |

- 鉄道院年報、鉄道院鉄道統計資料、鉄道省鉄道統計資料、鉄道統計資料、鉄道統計各年度版、高井薫平『軽便追想』ネコパブリッシング、1997年、212頁

## 廃線後の状況
草軽交通・西武高原バスの「旧軽井沢」バス停から北に伸びる「三笠通り」（草軽交通の「一本松」バス停から「三笠パーク入口」までの区間）は、上下線で不自然に段差が有るが、これは草軽電気鉄道の線路が通っていた名残である。また廃線跡には、鉄橋の橋脚、北軽井沢駅舎などが遺構として残っている。

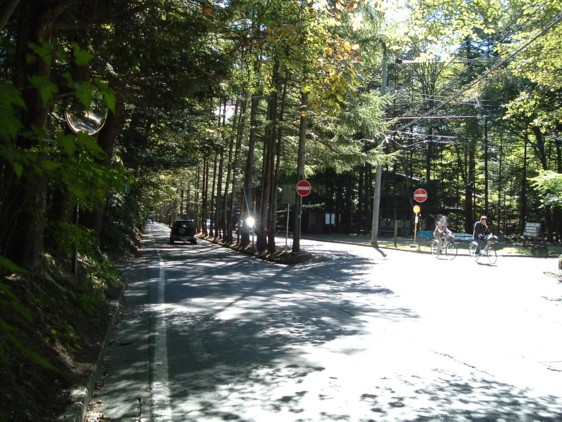
旧軽井沢（軽井沢銀座入口）付近から続く松並木。右側が草軽の線路跡（三笠方面から軽井沢駅方向を望む）
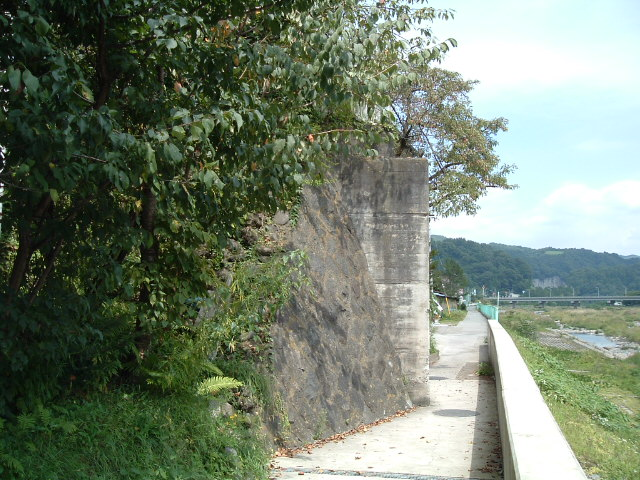
現在も残る草軽電鉄の吾妻川橋梁の橋台。台風による橋の流失が、鉄道線廃止に拍車をかけた
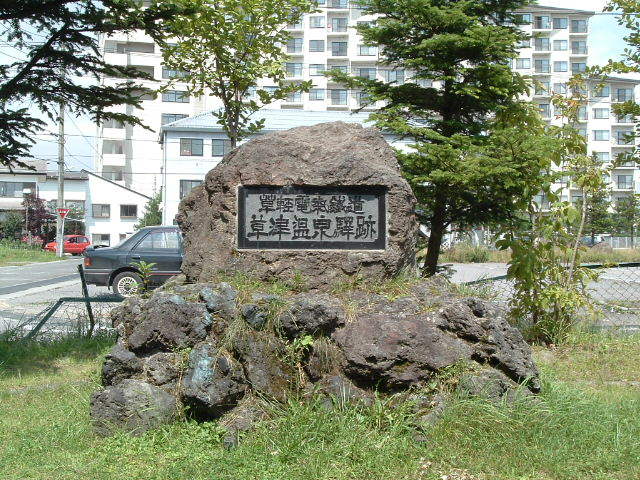
小さな公園にある、草津温泉駅跡の記念碑。記念碑の下には当時のレールが残っている

北軽井沢駅舎は2006年9月15日に国の登録有形文化財に登録するよう答申され、2006年11月29日に「旧草軽電鉄北軽井沢駅駅舎」として文化庁より登録有形文化財として登録された（認定番号第10-0210号）。

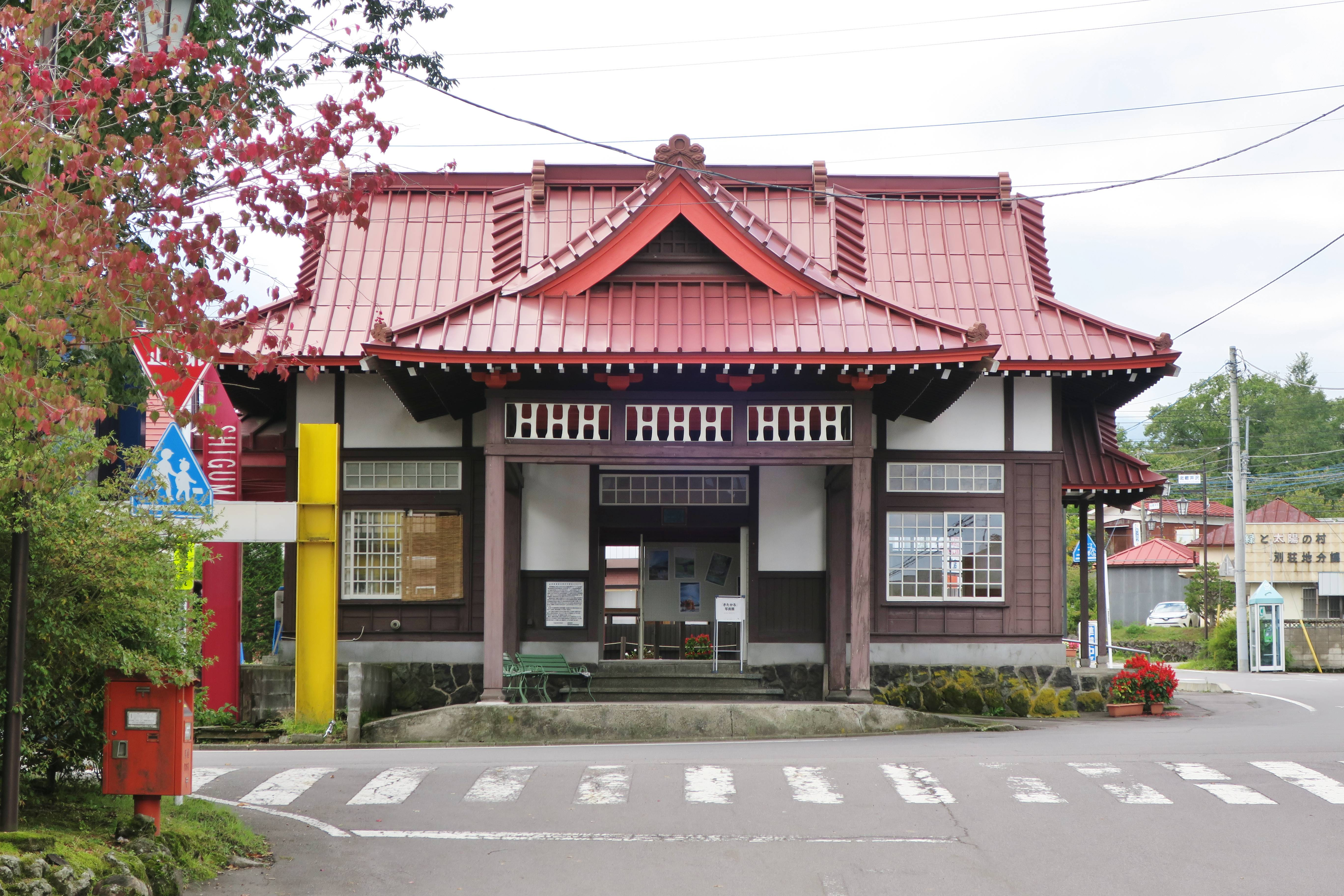
北軽井沢駅舎 建設当時から変わらない姿
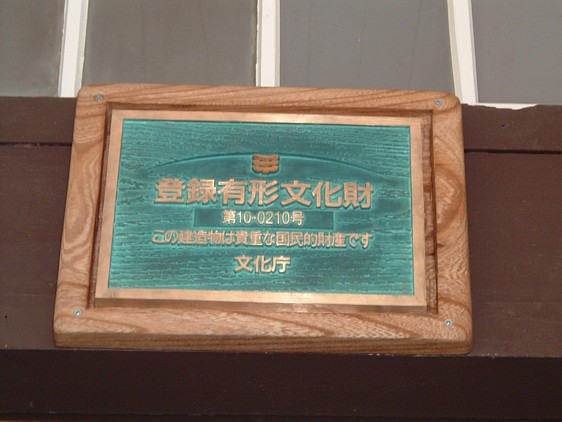
北軽井沢駅舎が登録有形文化財として登録されたことを示すプレート

また、多くの区間は道路などとなっているが、廃線後長い時間を経て、自然に還ってしまった区間も少なくない。

### 保存車両
デキ13（デキ12形13号）
（旧）軽井沢駅舎記念館
記念館は2017年3月末を以て閉館し、展示資料は一部を除き旧軽井沢の軽井沢観光会館（軽井沢町軽井沢739番地2）の2階展示スペースへ移設されたが、野外展示のデキ12形13号は、軽井沢駅前北口の同じ場所に継続展示されている。
コワフ104
旧草軽電鉄車庫跡（草軽交通本社整備工場敷地内）
このほかに、新潟県長岡市にモハ105が置かれていたが、2002年に解体された。

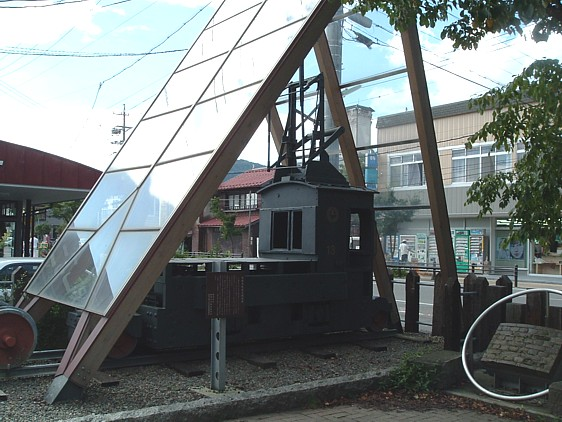
元「（旧）軽井沢駅舎記念館」の前で変わらず保存されている電気機関車。デキ12形13号
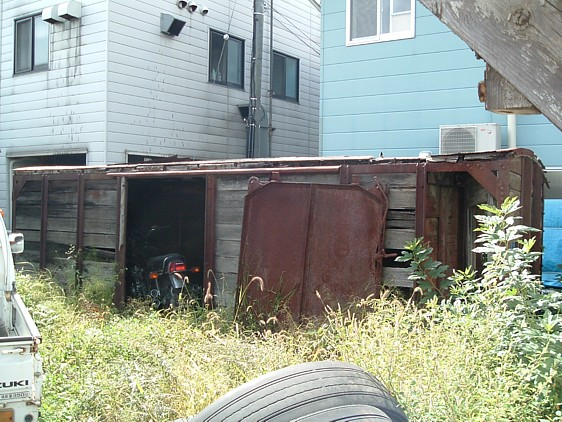
草軽交通本社整備工場の片隅で物置として使われている貨車、コワフ104

また、保存車両ではないが、旧北軽井沢駅（登録有形文化財「旧草軽電鉄北軽井沢駅駅舎」 - 登録番号「第10-0210号」）には、丸太主体で作られたデキ12形（付番は「13」）の模型が展示されている。実寸よりやや大きい。

## 映画
草軽電気鉄道が登場する映画はいくつかあるが、カラー映画としては1951年（昭和26年）に公開された『カルメン故郷に帰る』（松竹大船）がある。この映画には列車などの登場場面が多い。主人公のカルメン（高峰秀子）が列車から降り立つ駅は北軽井沢駅である。
その他の作品
- 路上の霊魂（1921年松竹キネマ）
- 彼女は嫌と言ひました（1935年松竹）…現存せず
- 善魔（1951年松竹）…栗平駅が2回登場する。１回目は三國連太郎（劇中でも同名）が降り立つ昼のシーンで、背後の山（鷹繋山）の位置関係で栗平駅とわかる。2回目は三國が夜に降り立つシーンで、「くりだいら」の駅名板の文字が読める。
- 月がとっても青いから（1955年日活）
- ここに泉あり（1955年中央映画/松竹）
- 山鳩（1957年東宝）
- なにはなくとも全員集合!!（1967年松竹）…本電鉄をモチーフにした「草津高原鉄道」が登場する。